# Eleições legislativas no Kuwait em 2009
As eleições legislativas kuwaitianas de 2009 foram realizadas em 16 de maio. Agendadas desde a dissolução do Parlamento do país em 19 de março de 2008.

## Resultados
| Candidatos                  | Assentos |
| --------------------------- | -------- |
| Independentes               | 21       |
| Sunitas                     | 13       |
| Liberais (Xiitas e Sunitas) | 7        |
| Xiitas                      | 6        |
| Bloco Popular               | 3        |
| Total                       | 50       |
| Fonte: Governo              |          |